# Görvälns griftegård

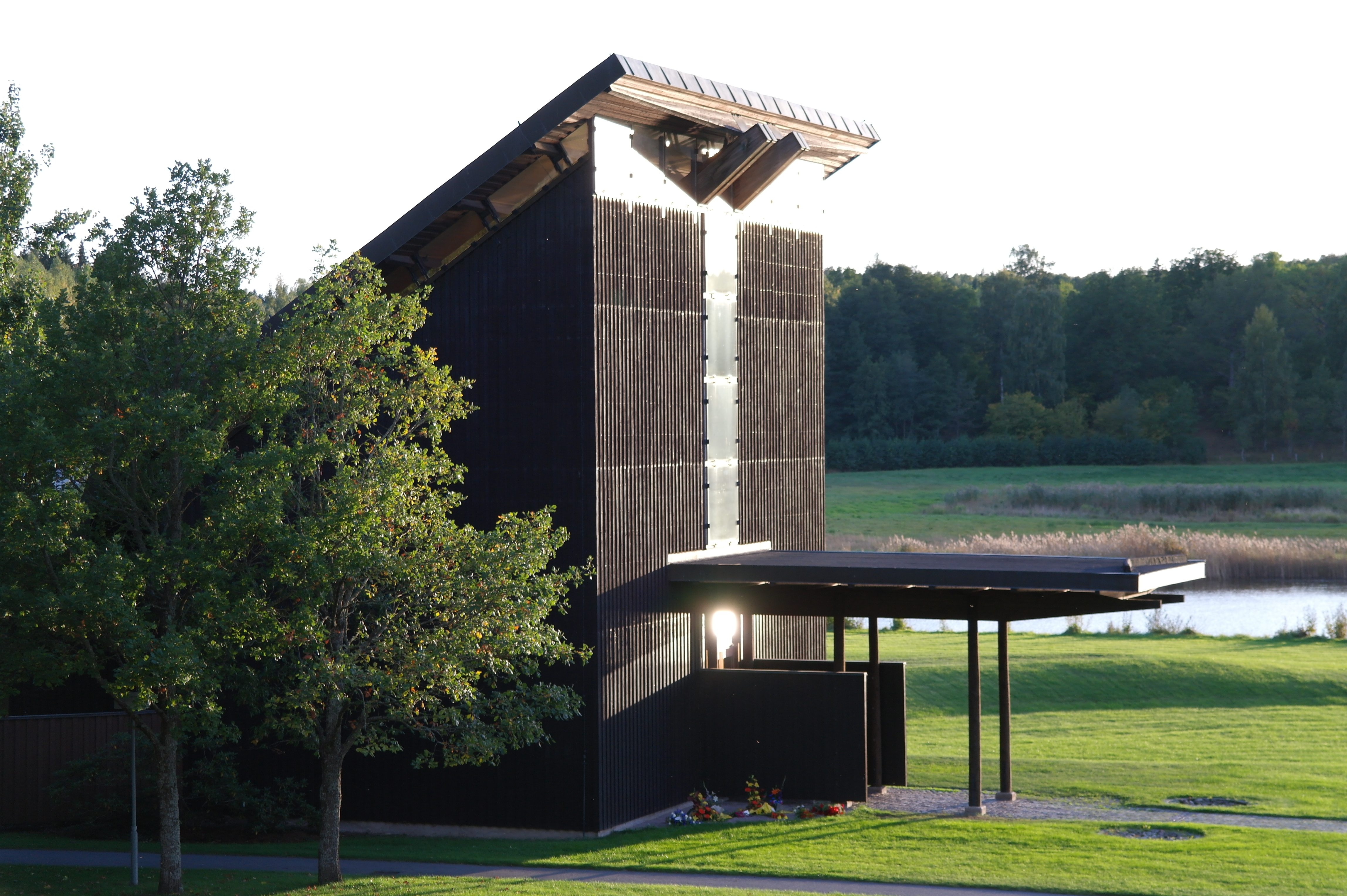
Kapellet

Görvälns griftegård är en begravningsplats i Järfälla kommun, Stockholms län. Den anlades under åren 1966–1977 efter ritningar av Per Friberg. På området finns en 300 meter lång vattenväg med elva vattenfall. På den högst belägna platsen finns en minneslund inbäddad i omgivande skog.
På griftegården finns även ett träkapell utan religiösa symboler, uppfört efter ritningar av samma arkitekt. Kapellet kallas Pilgrimskapellet och invigdes 1977 av biskop Ingmar Ström.
Den 8 december 2017 invigdes ett muslimskt gravkvarter med 220 kistgravar.

Panorama över Görvälns griftegård, 2019.